# Almāsābād
Almāsābād (persiska: الماس آباد) är en ort i Iran.   Den ligger i provinsen Lorestan, i den västra delen av landet, 400 km sydväst om huvudstaden Teheran. Almāsābād ligger 1 600 meter över havet och antalet invånare är 175.
Terrängen runt Almāsābād är varierad.Runt Almāsābād är det ganska tätbefolkat, med 72 invånare per kvadratkilometer. Närmaste större samhälle är Aleshtar, 6,0 km sydost om Almāsābād. Trakten runt Almāsābād består till största delen av jordbruksmark.